# Kchang Jou-wej
Kchang Jou-wej (19. března 1858, Fo-šan - 31. března 1927, Čching-tao) byl čínský politik a konfuciánský filozof.
V roce 1895 Čína podlehla Japonsku ve vojenském střetnutí. To dalo do pohybu procesy uvnitř čínské společnosti a povzbudilo hnutí volající po reformě společnosti. Kchang Jou-wej toho roku založil Společnost pro podporu vědy. Slavným dopisem císaři vyzval k provedení reforem politických (konstituční monarchie), ekonomických i společenských. Jeho představy byly směsí nacionálních (návrat k tradičnímu konfuciánství) i internacionálních idejí (poevropštění čínské společnosti, odstranění některých tradičních zvyků – mj. svazování nohou dívek v dětství, aby jim zakrněly a zůstaly malé). Císař Kuang-süm byl Kchangovým názorům příznivě nakloněn a jmenoval ho státním tajemníkem. Roku 1898 ho pověřil provedením reforem (tzv. sto dní reforem). Jakýmsi vzorem byly japonské reformy Meidži. Jednou z reforem byl mj. i zákaz svazování nohou dívek. Reformy však netrvaly dlouho, ještě v září toho roku byl císař svržen převratem a uvrhnut do domacího vězení a moci se chopila císařovna-vdova Cch'-si, která reformy zastavila. Kchang Jou-wej emigroval do Japonska. Poté hojně cestoval (Severní Amerika, Indie, jihovýchodní Asie i Evropa). V roce 1911, když Sunjatsen zahájil republikánskou revoluci, se Kchang Jou-wej postavil proti ní. Podporoval naopak Jüan Š'-kchajův pokus o obnovu monarchie v roce 1916.
Z jeho díla filozofického je nejvýznamnější kniha Ta-tchung-šu (大同書). Vyjádřil v ní přesvědčení, že svět směřuje ke globální civilizaci „velké rovnosti“. Velký vliv mělo, že Konfucia ve svých knihách označoval za velkého reformátora, nikoli za konzervativce, což byla v té době obvyklá interpretace.

## Vliv
Měl určitý vliv na Pak Ung-sikovy názory.